# Juninho (fodboldspiller, født 1995)
José Carlos Ferreira Júnior (født 1. februar 1995), kendt som Juninho, er en brasiliansk fodboldspiller, som spiller for Superliga-klubben FC Midtjylland.

## Klubkarriere

### Coritiba
Juninho begyndte sin karriere hos Coritiba, hvor han gjorde sin førsteholdsdebut i juli 2015. Han etablerede sig som en fast mand på holdet efter sin debut.

### Palmeiras
Juninho skiftede i maj 2017 til Palmeiras, efter at klubben opkøbte 40% af hans rettigheder.
Han tilbragte lejeaftaler hos Atlético Mineiro og Bahia i løbet af sin tid hos Palmeiras.

### FC Midtjylland
Juninho skiftede i juli 2021 til FC Midtjylland.